# Orcières
Pour la commune suisse homophone, voir Orsières.
Ne doit pas être confondu avec Orpierre situé dans le même département.
Orcières est une commune française située dans la vallée du Champsaur, le département des Hautes-Alpes en région Provence-Alpes-Côte d'Azur. 

## Géographie
Orcières est située dans la haute vallée du Champsaur, au bord du Drac noir. Le territoire de la commune s'étage entre 1170 m et 3117 m (Grand Pinier) et comprend 22 hameaux. Le village d'Orcières est situé à un peu plus de 1400 m d'altitude. La station de ski d'Orcières Merlette 1850 se situe à Merlette, environ 5 kilomètres plus loin, à 1850 m d'altitude. La commune comprend aussi la petite station de Serre-Eyraud, située à l'ubac à 1450 m, et le village de Prapic au bout de la vallée du Drac noir, à 1550 m d'altitude.
La moitié du territoire de la commune d'Orcières se trouve en zone centrale du parc national des Écrins. 

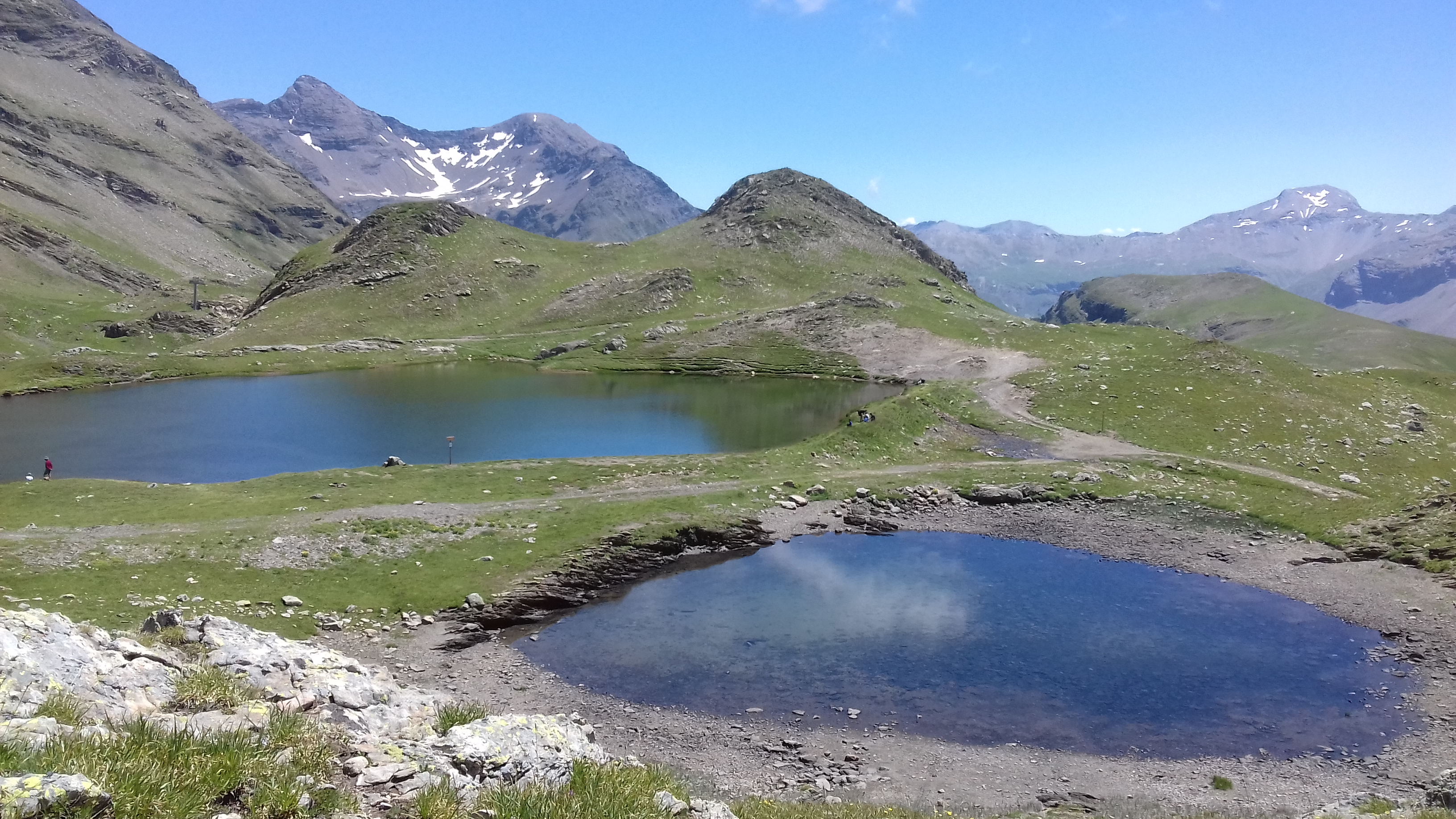
Les lacs jumeaux d'Orcières.

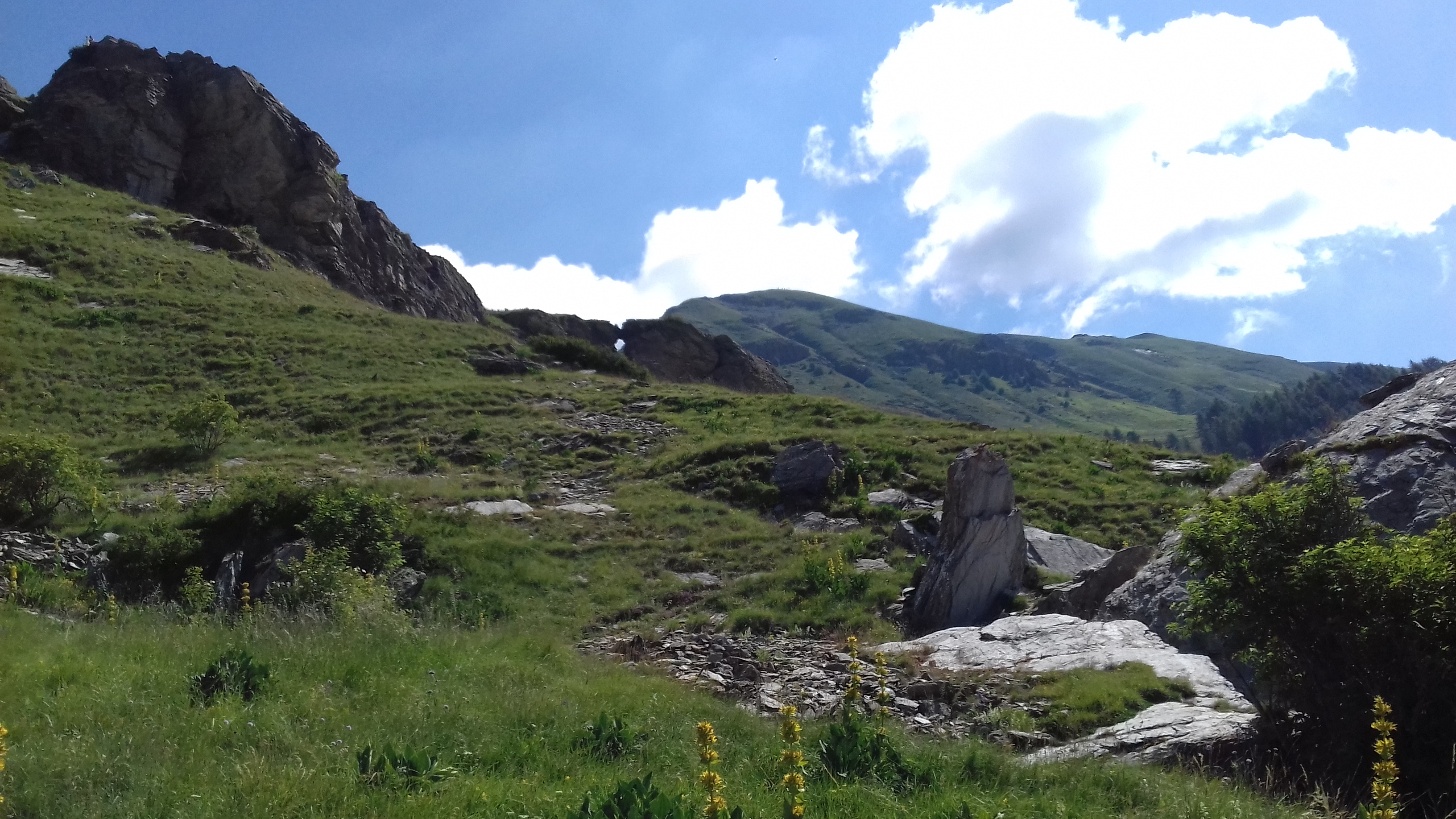
Paysage estival dans la commune d'Orcières.

Elle compte aussi plusieurs lacs, tels que le lac des Estaris ou encore le lac des Pisses, les lacs Jumeaux, le lac Long…

### Climat
Pour des articles plus généraux, voir Climat de Provence-Alpes-Côte d'Azur et Climat des Hautes-Alpes.
En 2010, le climat de la commune est de type climat de montagne, selon une étude du Centre national de la recherche scientifique s'appuyant sur une série de données couvrant la période 1971-2000. En 2020, Météo-France publie une typologie des climats de la France métropolitaine dans laquelle la commune est exposée à un climat de montagne ou de marges de montagne et est dans la région climatique Alpes du sud, caractérisée par une pluviométrie annuelle de 850 à 1 000 mm, minimale en été.
Pour la période 1971-2000, la température annuelle moyenne est de 6,7 °C, avec une amplitude thermique annuelle de 17,2 °C. Le cumul annuel moyen de précipitations est de 1 006 mm, avec 7,4 jours de précipitations en janvier et 7,1 jours en juillet. Pour la période 1991-2020, la température moyenne annuelle observée sur la station météorologique de Météo-France la plus proche, « St Jean-St-Nicolas », sur la commune de Saint-Jean-Saint-Nicolas à 8 km à vol d'oiseau, est de 8,8 °C et le cumul annuel moyen de précipitations est de 943,2 mm. 
La température maximale relevée sur cette station est de 34,1 °C, atteinte le 28 juin 2019 ; la température minimale est de −19,7 °C, atteinte le 5 février 2012,,.
Les paramètres climatiques de la commune ont été estimés pour le milieu du siècle (2041-2070) selon différents scénarios d'émission de gaz à effet de serre à partir des nouvelles projections climatiques de référence DRIAS-2020. Ils sont consultables sur un site dédié publié par Météo-France en novembre 2022.

## Urbanisme

### Typologie
Au 1er janvier 2024, Orcières est catégorisée commune rurale à habitat dispersé, selon la nouvelle grille communale de densité à 7 niveaux définie par l'Insee en 2022.
Elle est située hors unité urbaine et hors attraction des villes,.

### Occupation des sols
L'occupation des sols de la commune, telle qu'elle ressort de la base de données européenne d’occupation biophysique des sols Corine Land Cover (CLC), est marquée par l'importance des forêts et milieux semi-naturels (94,8 % en 2018), en diminution par rapport à 1990 (96,4 %). La répartition détaillée en 2018 est la suivante : 
espaces ouverts, sans ou avec peu de végétation (47 %), milieux à végétation arbustive et/ou herbacée (32,5 %), forêts (15,3 %), prairies (4,7 %), zones urbanisées (0,5 %).
L'évolution de l’occupation des sols de la commune et de ses infrastructures peut être observée sur les différentes représentations cartographiques du territoire : la carte de Cassini (XVIIIe siècle), la carte d'état-major (1820-1866) et les cartes ou photos aériennes de l'IGN pour la période actuelle (1950 à aujourd'hui).

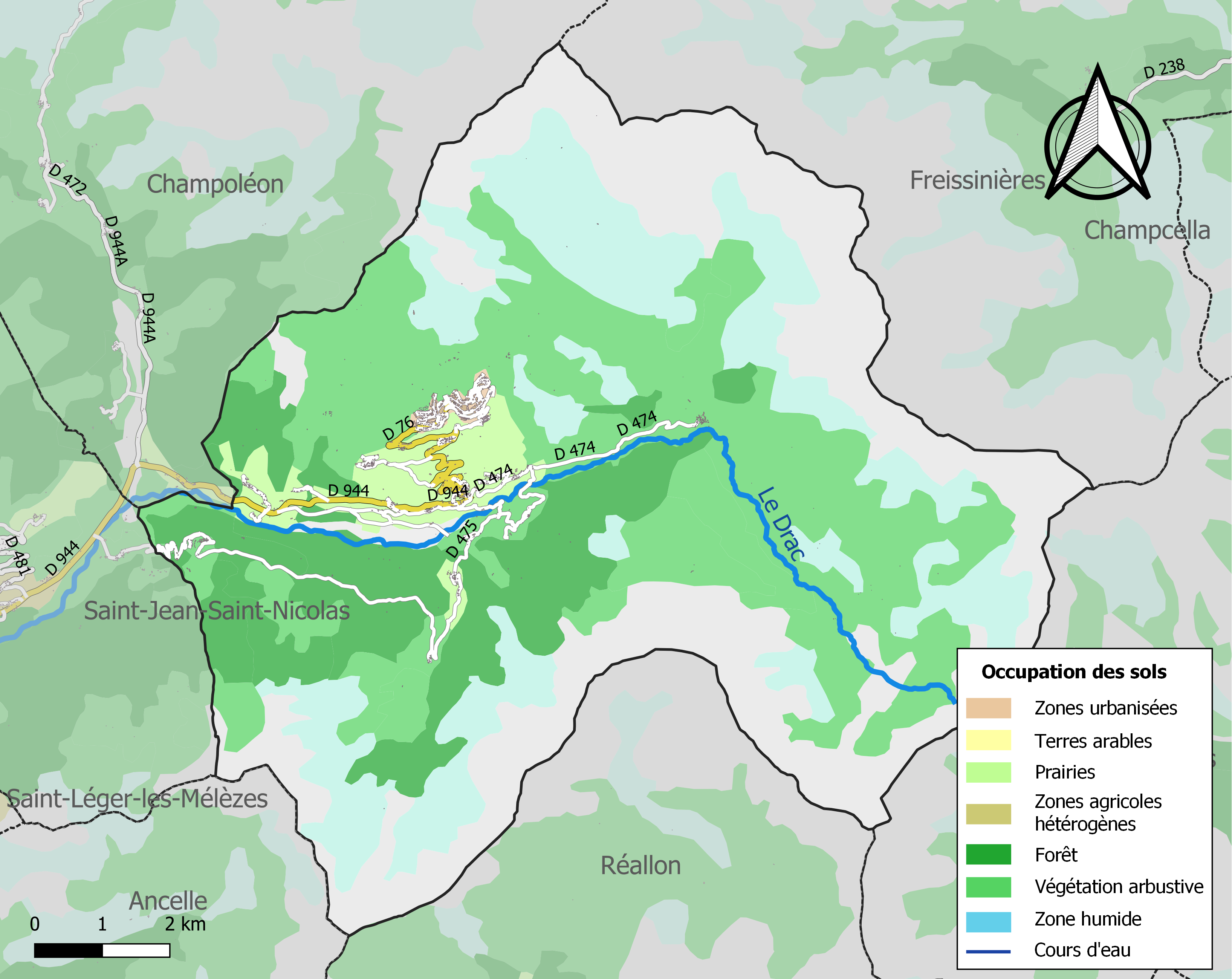
Carte de l'occupation des sols de la commune en 2018 (CLC).

## Économie

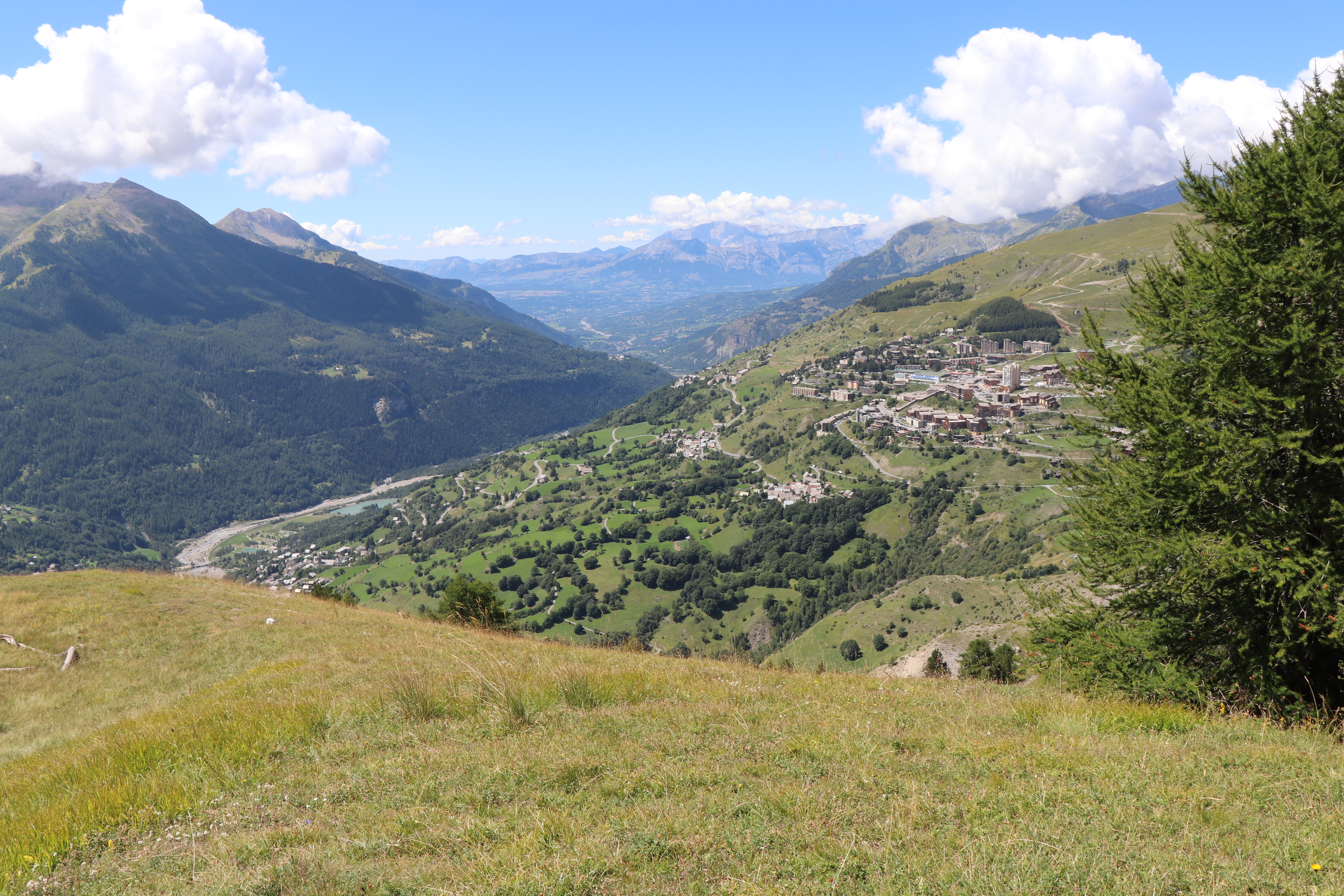
Vue sur le village d'Orcières (gauche) et sur la station Orcières Merlette 1850 (droite)

Elle abrite la station de sports d'hiver d'Orcières Merlette 1850, équipée de nombreuses installations (piscine, palais des sports, cinéma, discothèque, base de loisirs…) attractive sur le plan économique et touristique, hiver comme été.

## Toponymie
Le nom de la localité est attesté en 1166 dans le cartulaire de l'abbaye de Durbon sous sa forme latine Urseria, que l'on peut rapprocher du français oursière, tanière d'un ours, en occitan orsièra, les ours bruns ayant été autrefois nombreux sur son territoire. Aujourd'hui encore, l'ours est omniprésent dans la décoration (sculptures, fontaines, etc.) et les noms d'établissements.
Le Orcieras haut-alpin s'est francisé en Orcières.

## Histoire
Construit par les commerçants du village, le premier remonte-pente de la commune, mais aussi de la vallée du Champsaur, est inauguré à Orcières le 10 janvier 1952. La base de loisirs est créée en 1980.
En 1895, l'un des derniers ours des Alpes est tué dans une maison abandonnée du hameau des Ranguis, où il s'était installé pour passer l'hiver.

## Politique et administration
| Période | Période  | Identité                          | Étiquette | Qualité                             |
| ------- | -------- | --------------------------------- | --------- | ----------------------------------- |
| 1792    | 1797     | Jacques Jullien-Serre             |           |                                     |
| 1797    | 1798     | Antoine Jouglard                  |           |                                     |
| 1798    | 1800     | Joseph Ricou                      |           |                                     |
| 1800    | 1807     | Antoine Jouglard                  |           |                                     |
| 1807    | 1813     | Joseph Bonnabel                   |           |                                     |
| 1813    | 1815     | Jacques Jullien-Serre             |           |                                     |
| 1815    | 1815     | Jean-Laurent, Martin Lauzier      |           |                                     |
| 1815    | 1828     | Pierre, Antoine, Guillaume Peiron |           |                                     |
| 1828    | 1832     | Jean Bonnabel                     |           |                                     |
| 1832    | 1840     | Jean, Alexandre Marchand          |           |                                     |
| 1840    | 1848     | Joseph Charriere-Rond             |           |                                     |
| 1848    | 1849     | Jean, Alexandre Marchand          |           |                                     |
| 1849    | 1850     | Jean, Roussin Bouchard            |           |                                     |
| 1850    | 1852     | Jean Rouzier                      |           | Maire provisoire                    |
| 1852    | 1865     | Pierre Peiron                     |           |                                     |
| 1865    | 1868     | Jean-Hyacinthe Garnaud            |           |                                     |
| 1868    | 1878     | Jacques Giraud-Missier            |           |                                     |
| 1878    | 1882     | Léon Marchand                     |           |                                     |
| 1882    | 1886     | Jean-Hyacinthe Garnaud            |           |                                     |
| 1886    | 1888     | Jean-Loz Chevallier               |           |                                     |
| 1888    | 1900     | Jean Pellisson                    |           |                                     |
| 1900    | 1904     | Jean Garnaud                      |           |                                     |
| 1904    | 1912     | Jules Gueydan                     |           |                                     |
| 1912    | 1919     | Jean Bonnabel                     |           |                                     |
| 1919    | 1923     | Jules Gueydan                     |           |                                     |
| 1923    | 1925     | Reymond, Jean Bernard             |           |                                     |
| 1925    | 1929     | Jean Giraud                       |           |                                     |
| 1929    | 1941     | Auguste Fauste                    |           |                                     |
| 1941    | 1944     | Jean Sarrazin                     |           | Président de la délégation spéciale |
| 1944    | 1947     | Auguste Fauste                    |           |                                     |
| 1947    | 1953     | Reymond, Etienne Bernard          |           |                                     |
| 1953    | 1965     | Camille Ricou                     |           |                                     |
| 1965    | 1977     | Casimir Blanc                     |           |                                     |
| 1977    | 1983     | Marcel Papet                      |           |                                     |
| 1983    | 1989     | Camille Ricou                     |           |                                     |
| 1989    | 1998     | Jean-Pierre Bonnabel              | DVD       |                                     |
| 1998    | En cours | Patrick Ricou,                    |           | Cadre de la fonction publique       |

## Démographie
L'évolution du nombre d'habitants est connue à travers les recensements de la population effectués dans la commune depuis 1793. Pour les communes de moins de 10 000 habitants, une enquête de recensement portant sur toute la population est réalisée tous les cinq ans, les populations de référence des années intermédiaires étant quant à elles estimées par interpolation ou extrapolation. Pour la commune, le premier recensement exhaustif entrant dans le cadre du nouveau dispositif a été réalisé en 2008.

En 2022, la commune comptait 660 habitants, en évolution de −7,04 % par rapport à 2016 (Hautes-Alpes : +0,4 %, France hors Mayotte : +2,11 %).
| 1793  | 1800  | 1806  | 1821  | 1831  | 1836  | 1841  | 1846  | 1851  |
| ----- | ----- | ----- | ----- | ----- | ----- | ----- | ----- | ----- |
| 1 505 | 1 304 | 1 342 | 1 459 | 1 459 | 1 508 | 1 477 | 1 588 | 1 527 |

| 1856  | 1861  | 1866  | 1872  | 1876  | 1881  | 1886  | 1891  | 1896  |
| ----- | ----- | ----- | ----- | ----- | ----- | ----- | ----- | ----- |
| 1 500 | 1 405 | 1 332 | 1 230 | 1 200 | 1 241 | 1 240 | 1 250 | 1 101 |

| 1901  | 1906  | 1911  | 1921 | 1926 | 1931 | 1936 | 1946 | 1954 |
| ----- | ----- | ----- | ---- | ---- | ---- | ---- | ---- | ---- |
| 1 123 | 1 085 | 1 055 | 808  | 698  | 672  | 651  | 644  | 535  |

| 1962 | 1968 | 1975 | 1982 | 1990 | 1999 | 2006 | 2008 | 2013 |
| ---- | ---- | ---- | ---- | ---- | ---- | ---- | ---- | ---- |
| 514  | 734  | 855  | 890  | 841  | 810  | 725  | 700  | 728  |

| 2018 | 2022 | - | - | - | - | - | - | - |
| ---- | ---- | - | - | - | - | - | - | - |
| 670  | 660  | - | - | - | - | - | - | - |

## Autres lieux
- Église Saint-Laurent d'Orcières.
- Église Sainte-Anne de Prapic.

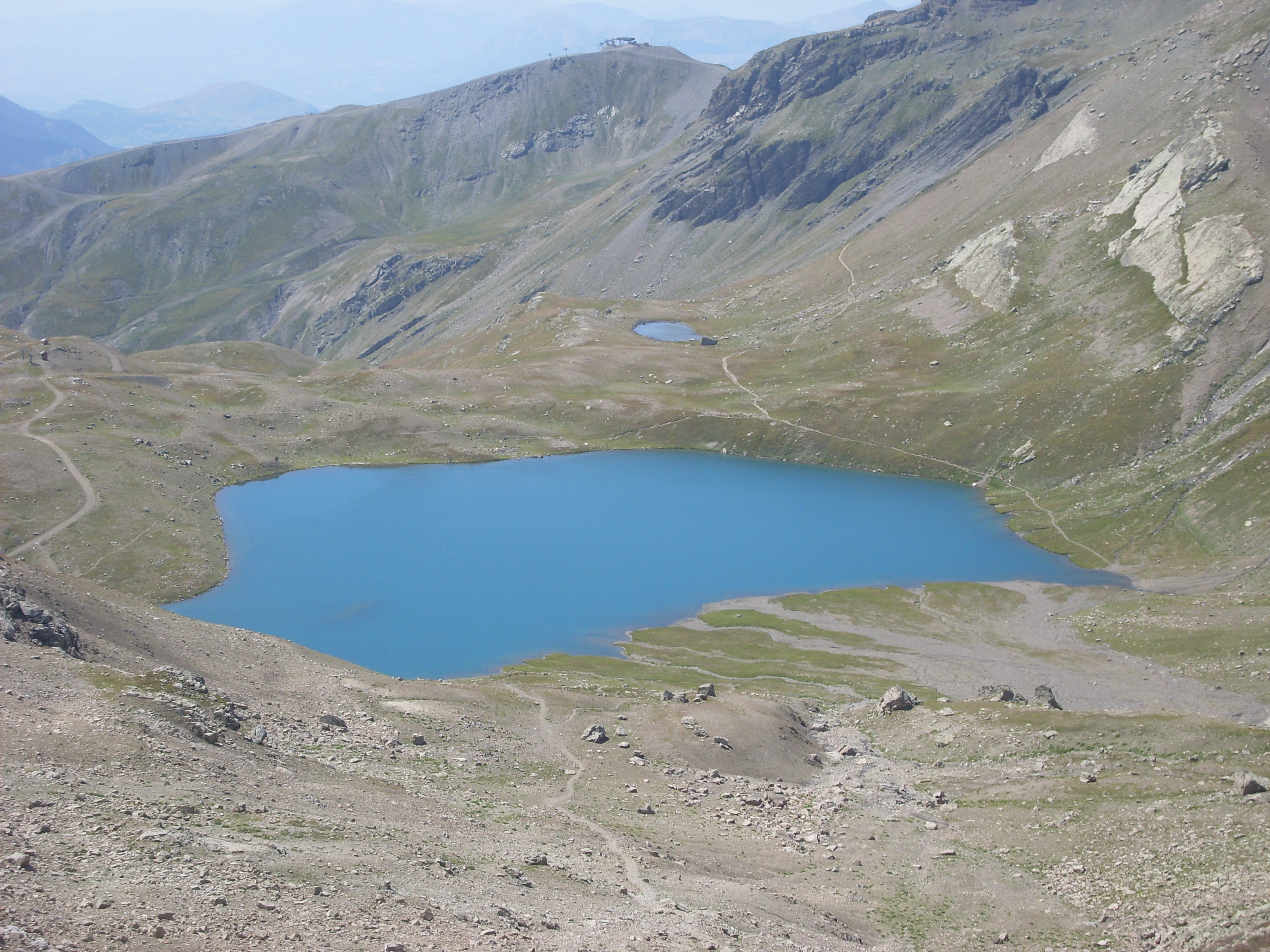
Le lac des Estaris vu du col de Freissinières.

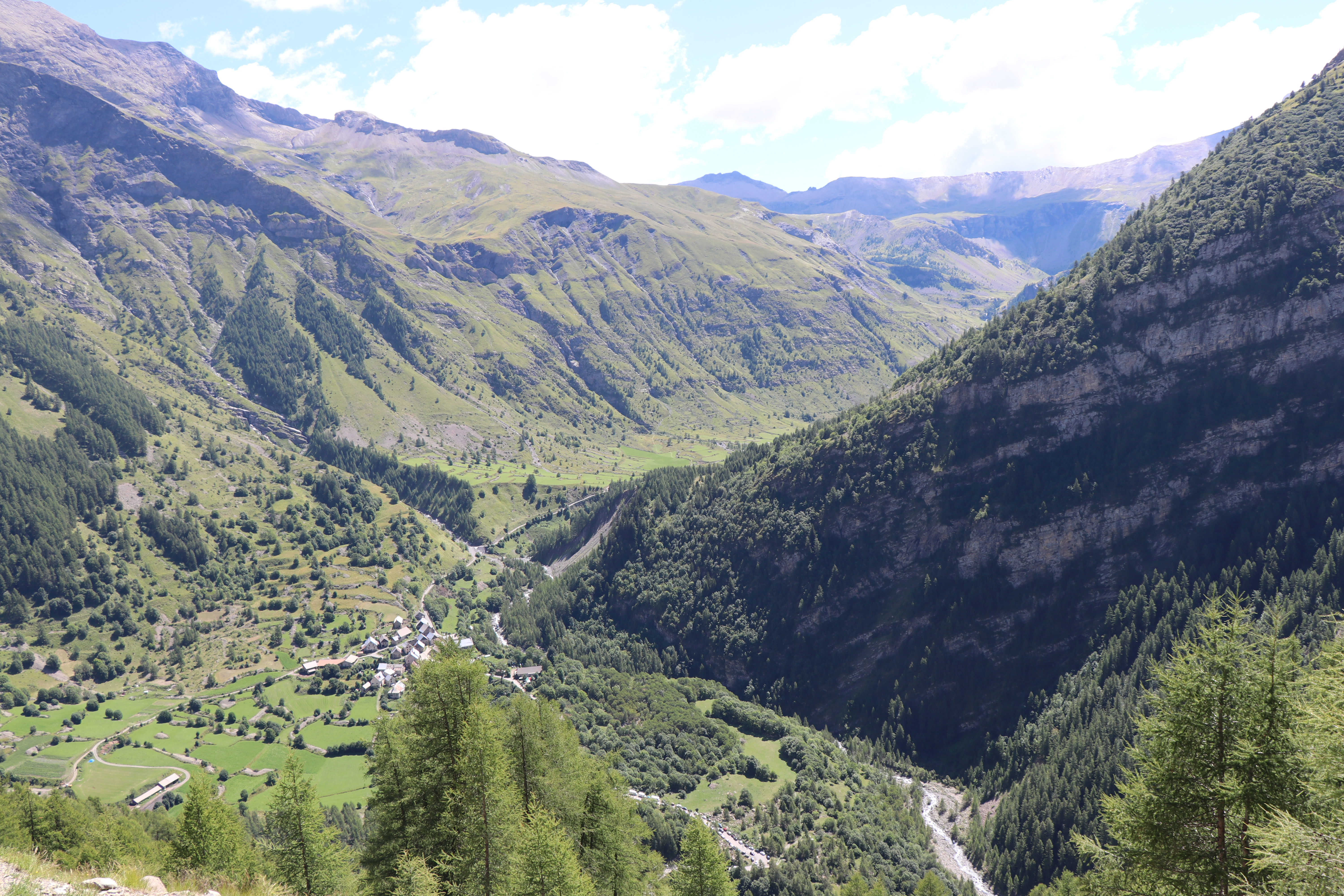
Vue sur le village de Prapic, sur la commune d'Orcières

- Chapelle Notre-Dame-du-Bon-Secours de la Saulce.
- Chapelle du Sacré-Coeur des Veyers.
- Chapelle Saint-Martin de Serre-Eyraud.
- Chapelle Saint-Pierre des Tourengs.
- Chapelle Saint-Roch des Marches.
- Chapelle Notre-Dame-des-Neiges des Estaris.
- Chapelle Saint-Maurice des Audiberts.
- Chapelle aux Ratiers d'Orcières.
- Chapelle aux Usclas d'Orcières.
- Merlette, ancien hameau autour duquel s'est développée la station de sports d'hiver Orcières 1850.
- Les Estaris, point de départ d'excursions dans le massif en été.
- Prapic, hameau typique et touristique au fond de la vallée du Drac noir et ses sommets comme le Petit Pinier et le Grand Pinier. Le hameau est également le départ de nombreuses randonnées pédestres avec des niveaux de difficulté variables comme le tombeau du Poète, le saut du Laire...
- Les Audiberts, à l'ubac en face du village d'Orcières.
- Archinard, sur la rive sud, au creux du vallon de Rouanette.
- Serre-Eyraud, perché au-dessus du confluent des deux Dracs.

## Personnalités liées à la commune
- Jean Sarrazin (Prapic 1833 - Lyon 1914). Né dans le hameau de Prapic, il fut un personnage marquant de la poésie haut-alpine et lyonnaise du XIXe siècle. Il s’établit à Lyon dans le commerce de détail d’olives qu’il vendait concomitamment à ses recueils de poésie. Cette pratique inhabituelle lui valut le surnom de « poète aux olives ».

Cyril Roche émigra vers 1900 aux Etats-Unis et s'établit au Nevada (Winnemucca) puis en Californie. Il fut de longues années le secrétaire particulier du maire de San Francisco et un cadre du parti démocrate local.
- Sébastien Ogier, ancien moniteur de ski de la station et octuple champion du monde des rallyes.
- Valentin Giraud Moine, skieur alpin français spécialisé dans la descente.
- Alizée Baron, skieuse spécialisée dans la discipline du ski cross.
- Pierre-Gilles de Gennes, prix Nobel de physique 1991.

## Héraldique
| Blason de Orcières | Blason  | D'argent au chef de gueules, à l'ours en pied de sable tenant de ses pattes de devant une couronne d'or brochant sur le tout. |
| Blason de Orcières | Détails | Armes parlantes. À peu près : ours. Le statut officiel du blason reste à déterminer.                                          |

## Événements
- Le Festival des Oursons -  pendant les fêtes de Noël.
- La coupe d'Europe de Ski Cross -  fin janvier.
- Les Ski Games Rossignol d'Orcières -  au mois de mars.
- La Montée Blanche  - début avril.
- Le Trophée des Petits Champion -  au mois d'avril.
- L'Ultra Champsaur -  en début d'été : manifestation sportive dont l'esprit pionnier est de faire découvrir la vallée du Champsaur aux participants par ses lignes les plus sauvages, à travers des trails de difficulté variable.
- La fête Champêtre de Serre-Eyraud -  mi-juillet.
- La fête de la Sainte-Anne à Prapic -  fin juillet.
- La fête de la Saint-Laurent à Orcières village -  début août : journée festive en plein cœur de l'été où sont organisés messe, apéritif, repas, jeux, concours de pétanque, marché, vide grenier...
- Le pèlerinage du 6 août au lac des Rougnous (2550 m), près du col des Tourettes. À l'occasion de la fête de la Transfiguration, les paroisses du Champsaur et de Châteauroux-les-Alpes se retrouvent au bord du lac pour la célébration de la messe suivie d'un joyeux pique-nique.
- La fête de la Sainte-Marie à la station d'Orcières Merlette - mi-août.
- La Montée Historique - fin août.